# Bayerbach (Rottal-Inn)

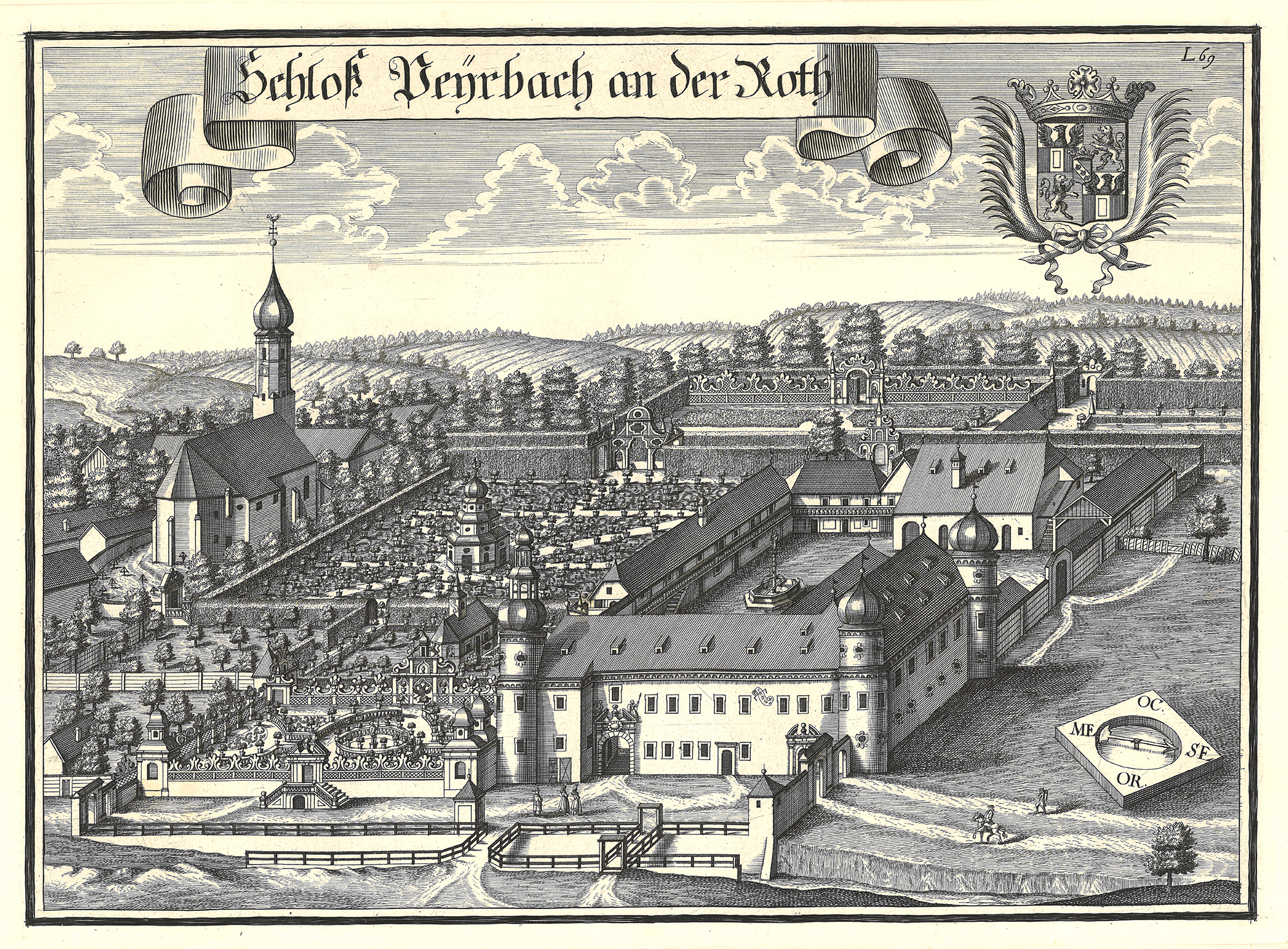
Schloss Bayerbach im 18. Jahrhundert (Stich von Michael Wening)

Bayerbach ist eine Gemeinde im niederbayerischen Landkreis Rottal-Inn und ein Mitglied der Verwaltungsgemeinschaft Bad Birnbach.

## Geografie

### Geografische Lage
Der gleichnamige Hauptort liegt in der Region Landshut im Tal der Rott unweit der B 388 etwa 18 km östlich der Kreisstadt Pfarrkirchen, 13 km westlich von Pocking, 31 km südlich von Vilshofen, 24 km nördlich von Simbach sowie 40 km von Passau entfernt. Bayerbach besitzt eine eigene Bahnstation an der Bahnstrecke Passau–Neumarkt-Sankt Veit, zur Anschlussstelle Pocking der A 3 sind es etwa 20 km.

### Gemeindegliederung
Es gibt 19 Gemeindeteile (in Klammern ist der Siedlungstyp angegeben):
- Au (Dorf)
- Bayerbach (Pfarrdorf)
- Dobl (Weiler)
- Holzham (Dorf)
- Huckenham (Weiler)
- Kainerding (Weiler)
- Kindlbach (Dorf)
- Kreilöd (Einöde)
- Langwinkl (Weiler)
- Luderbach (Dorf)
- Oberndorf (Weiler)
- Oed (Einöde)
- Sagmühle (Dorf)
- Sankt Veit (Weiler)
- Siegharting (Einöde)
- Steinberg (Dorf)
- Suttenmühle (Weiler)
- Voitl in der Au (Einöde)
- Wamberg (Einöde)

Es gibt die Gemarkungen Bayerbach, Kindlbach und Steinberg.

### Nachbargemeinden
- Bad Birnbach
- Bad Griesbach im Rottal
- Kößlarn
- Rotthalmünster

## Geschichte

### Bis zur Gemeindegründung
Der Ort war Teil des Kurfürstentums Bayern und bildete eine geschlossene Hofmark, deren Sitz Bayerbach war. Bayerbach gehörte unter anderem den Edlen von Etzenberg, den Grafen von Tattenbach und den Grafen von Arco auf Valley. Das entsprechende Schloss mit drei Ecktürmen stand nördlich der Pfarrkirche. Im Zuge der Verwaltungsreformen in Bayern entstand mit dem Gemeindeedikt von 1818 die Gemeinde Steinberg, zu der auch Bayerbach gehörte. Sie wurde im Jahr 1875 in Bayerbach umbenannt.

### Eingemeindungen
Im Zuge der Gebietsreform in Bayern wurde am 1. Januar 1972 ein Teil der bis dahin selbständigen Gemeinde Kindlbach nach Bayerbach umgegliedert.

### Einwohnerentwicklung
Zwischen 1988 und 2018 wuchs die Gemeinde von 1596 auf 1695 um 99 Einwohner bzw. um 6,2 %.
| Jahr      | 1961 | 1970 | 1987 | 1991 | 1995 | 2000 | 2005 | 2010 | 2015 | 2018 |
| Einwohner | 1531 | 1510 | 1574 | 1678 | 1689 | 1693 | 1700 | 1656 | 1624 | 1695 |

## Politik

### Gemeinderat und Bürgermeister
Der Gemeinderat besteht aus dem Ersten Bürgermeister und zwölf Gemeinderäten. Die Gemeinderatswahl am 17. März 2020 hatte folgendes Ergebnis:
| Partei / Liste                  | Stimmenanteil | Sitze |
| CSU/FW                          | 37,9 %        | 5     |
| Unabhängige Wähler e. V.        | 28,2 %        | 3     |
| SPD                             | 16,1 %        | 2     |
| Wählergemeinschaft Gemeindewohl | 17,8 %        | 2     |

Erster Bürgermeister ist Günter Baumgartner (CSU/FW). Er ist seit 1. Mai 2020 im Amt. Sein Stellvertreter ist Alfons Göttl (CSU/FW). Von 2014 bis 2020 war Josef Sailer (UWG) Bürgermeister.

### Verwaltungsgemeinschaft
Mit Markt Bad Birnbach bildet die Gemeinde Bayerbach seit 1978 eine Verwaltungsgemeinschaft mit Sitz in Bad Birnbach. Der Markt Bad Birnbach stellt als größerer Partner innerhalb der Verwaltungsgemeinschaft mit Dagmar Feicht (CSU, Bürgermeisterin von Bad Birnbach) die Vorsitzende der VG – deren Stellvertreter ist Günter Baumgartner (CSU/FW, Bürgermeister von Bayerbach).

### Wappen

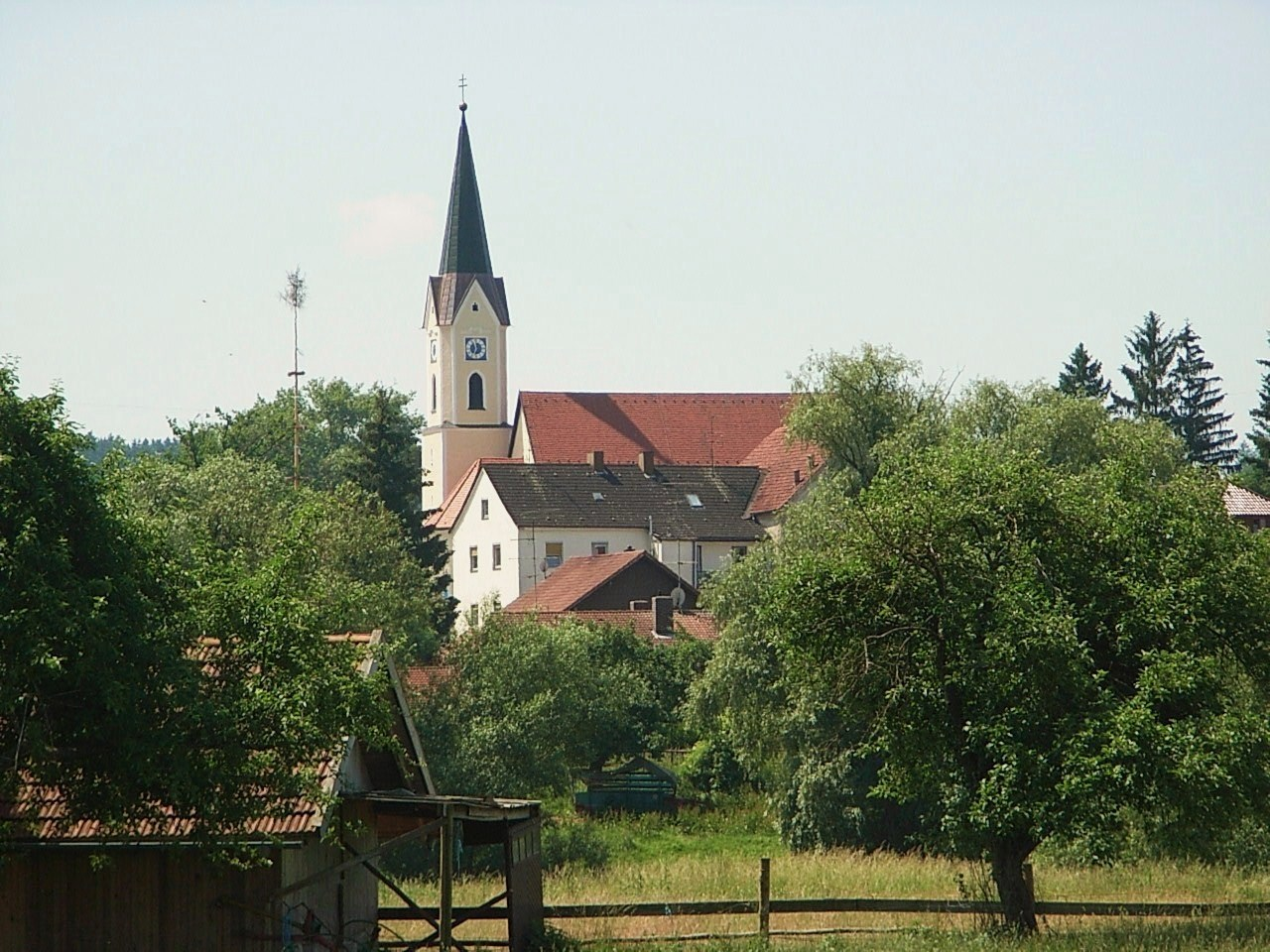
Blick auf die Pfarrkirche St. Peter

| | Blasonierung: „Geteilt von Schwarz und Silber; oben ein goldener Drachenrumpf, unten ein schwarz geschuppter roter Schrägbalken.“ |
| Wappenbegründung: Das Gemeindewappen vereint die Stammwappen von zwei für die Geschichte der Hofmark Bayerbach wichtigen Adelsfamilien. Der goldene Drachenrumpf (Lindwurm) erinnert als redendes Bild an die Herren von Eßwurm, die in der ersten Hälfte des 17. Jahrhunderts die Hofmark innehatten und sich auch nach Bayerbach nannten. Der geschuppte Schrägbalken ist aus dem Stammwappen der Grafen von Tattenbach übernommen, die von 1710 bis ins 19. Jahrhundert in der Hofmark Grundherrschaft und Niedergericht ausübten. | |

## Kultur und Sehenswürdigkeiten
- Im Gemeindeteil Langwinkl steht die barocke Wallfahrtskirche Maria Himmelfahrt, die 1686 nach über fünfzigjähriger Bauzeit geweiht wurde.
- Die gotische Pfarrkirche St. Petrus entstand aus der ehemaligen Schlosskapelle. Sie erfuhr in der zweiten Hälfte des 19. Jahrhunderts und bei der Renovierung des Jahres 1970 mehrere Umgestaltungen.

## Wirtschaft und Infrastruktur

### Wirtschaft
Es gab 2017 nach der amtlichen Statistik im produzierenden Gewerbe 81 und im Bereich Handel, Verkehr und Gastgewerbe 63 sozialversicherungspflichtig Beschäftigte am Arbeitsort. In sonstigen Wirtschaftsbereichen waren am Arbeitsort 3 Personen sozialversicherungspflichtig beschäftigt. Sozialversicherungspflichtig Beschäftigte am Wohnort gab es insgesamt 710. Im verarbeitenden Gewerbe und im Bauhauptgewerbe gab es keine Betriebe. Im Jahr 2016 gab es zudem 34 landwirtschaftliche Betriebe mit einer landwirtschaftlich genutzten Fläche von insgesamt 1340 ha, davon waren 1148 ha Ackerfläche und 191 ha Dauergrünfläche.

### Bildung
2018 gab es einen Kindergarten mit 68 Kindergartenplätze und 69 Kindern. Grund- und Mittelschule befinden sich im benachbarten Bad Birnbach, wo es auch eine Jugendmusikschule gibt.
- Kindertagesstätte – Eröffnung Ende 2014/Anfang 2015

## Persönlichkeiten
- Ehrenreich Pirhing (1606–1679), römisch-katholischer Theologe, Kirchenrechtler und Hochschullehrer, geboren in Siegharting